# Ⰴ
Cette page contient des caractères spéciaux ou non latins. S’ils s’affichent mal (▯, ?, etc.), consultez la page d’aide Unicode.
Dobro (Добро en cyrillique ; capitale Ⰴ, minuscule ⰴ) est la 5e lettre de l'alphabet glagolitique.

## Linguistique
La lettre sert à noter le phonème /d/.

## Historique
La lettre provient la lettre delta (Δ) de l'alphabet grec.

## Représentation informatique
- Unicode :
  - Capitale Ⰴ : U+2C04
  - Minuscule ⰴ : U+2C34